# Валдаймс, Занис
Занис Валдаймс (англ. Zanis Waldheims, собственно Жанис Валдхеймс, латыш. Žanis Valdheims, 19 сентября 1909 — 19 июля 1993) — латвийский художник-абстракционист.

## Биография
Сын латышки и поляка. Рос в окрестностях Шлока, в ходе Первой мировой войны эвакуировался с семьёй в Санкт-Петербург. Вернулся в Латвию в 1918 году. С 1926 года работал на стройках, на строительстве мостов, с 1933 года в управлении водного и лесного хозяйства чертёжником, затем статистиком. Окончив вечернюю школу, в 1936 году поступил на юридический факультет Рижского университета, но диплом не получил из-за обстоятельств Второй мировой войны. В январе 1945 года вместе с женой и двумя детьми получил от немецких оккупационных властей разрешение на выезд в Германию, первоначально оказавшись в Судетской области, затем в лагере UNRRA для перемещённых лиц в Бамберге. В 1948 году, оставив жену с детьми в Бамберге, уехал во Францию, работал на металлургическом производстве сперва в Тьонвиле, затем в Париже и Рюэй-Мальмезоне. В 1952 году эмигрировал в Канаду, где работал разнорабочим на складе в Монреале. С 1953 году жил вместе с Бернадеттой Перкс, латышкой, с которой познакомился в Париже, в 1963 году зарегистрировал брак с ней.
Первые опыты Валдаймса в области живописи относятся к 1956 году. На протяжении 1950-х гг. он посвящал всё свободное время чтению философской и художественной литературы, связанной с осмыслением глобальных потрясений XX века. Основная идея Валдаймса состояла в использовании элементарных геометрических форм как способа непосредственного выражения идей и ощущений, неподконтрольного влиянию идеологий. Художественный метод Валдаймса был сформулирован им в рукописи «Геометризация исчерпывающей мысли» (фр. La géométrisation de la pensée exhaustive; 1970). Начиная с 1960-х гг. его работы были выдержаны в едином стандарте размера, 660×600 мм.
В 1976 году состоялась первая выставка Валдаймса в муниципальной библиотеке города Лашин (ныне в составе Монреаля). В 1988 году он получил диплом бакалавра философии в Университете Квебека в Монреале.

## Посмертное признание
Начиная с 2016 года работы Валдаймса выставляются в Латвии, на его исторической родине. Впервые они были показаны на фестивале современного искусства Survival Kit. В 2020 году персональная выставка Валдаймса прошла в художественном музее Торонтского университета; канадский рецензент отмечал родство Валдаймса с другими абстракционистами-визионерами, остававшимися аутсайдерами на протяжении жизни, — в частности, с Хильмой аф Клинт, Кармен Эррера, Сэмом Гиллиамом.